# Mąż idealny (film 1997)
Mąż idealny (ang. Picture Perfect) – amerykańska komedia romantyczna z 1997  roku. 

## Opis fabuły
Piękna Kate Mosley ma objąć kierownicze stanowisko w agencji reklamowej. Jednak szef jej firmy nie ufa niezamężnym kobietom. Dziewczyna prosi przypadkowo spotkanego fotografa, by udawał jej narzeczonego. Kate jest zakochana w koledze z pracy. Dzięki fikcyjnemu narzeczonemu dziewczyna ma szansę zdobyć nie tylko stanowisko, ale i serce kolegi z pracy, zazdrosnego o rywala. 

## Obsada
- Jennifer Aniston (Kate Mosley)
- Jay Mohr (Nick)
- Kevin Bacon (Sam Mayfair)
- Olympia Dukakis (Rita Mosley)
- Illeana Douglas (Darcy O'Neil)
- Kevin Dunn (pan Mercer)
- Anne Twomey (Sela)